# Ženijní skupinové velitelství II Hlučín

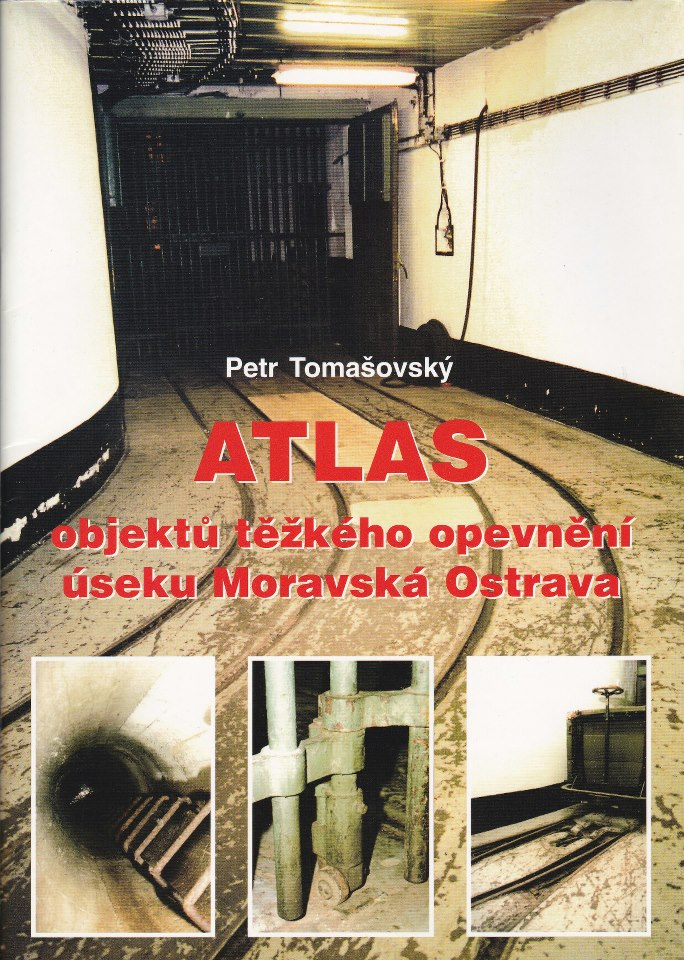
Atlas objektů těžkého opevnění úseku Moravská Ostrava

Úsek Moravská Ostrava (někdy také sektor Moravská Ostrava) je úsek linie československého opevnění, budovaného v letech 1935–1938. Tato linie začíná severně od Bohumína, odkud se západně stáčí k Hlučínu, prochází severně od Darkoviček poli a poté mezi Dolním Benešovem a Kozmicemi pokračuje do Háje ve Slezsku, kde na tuto linii navazuje ŽSV Opava. V tomto úseku linie opevnění bylo plánováno vybudovat dvě tvrze, a to Orel a Smolkov. V této oblasti mělo být postaveno 48 objektů těžkého opevnění, z čehož bylo realizováno 40 objektů.
V objektech MO-S 18 - 20 je zřízeno muzeum opevnění Hlučín.

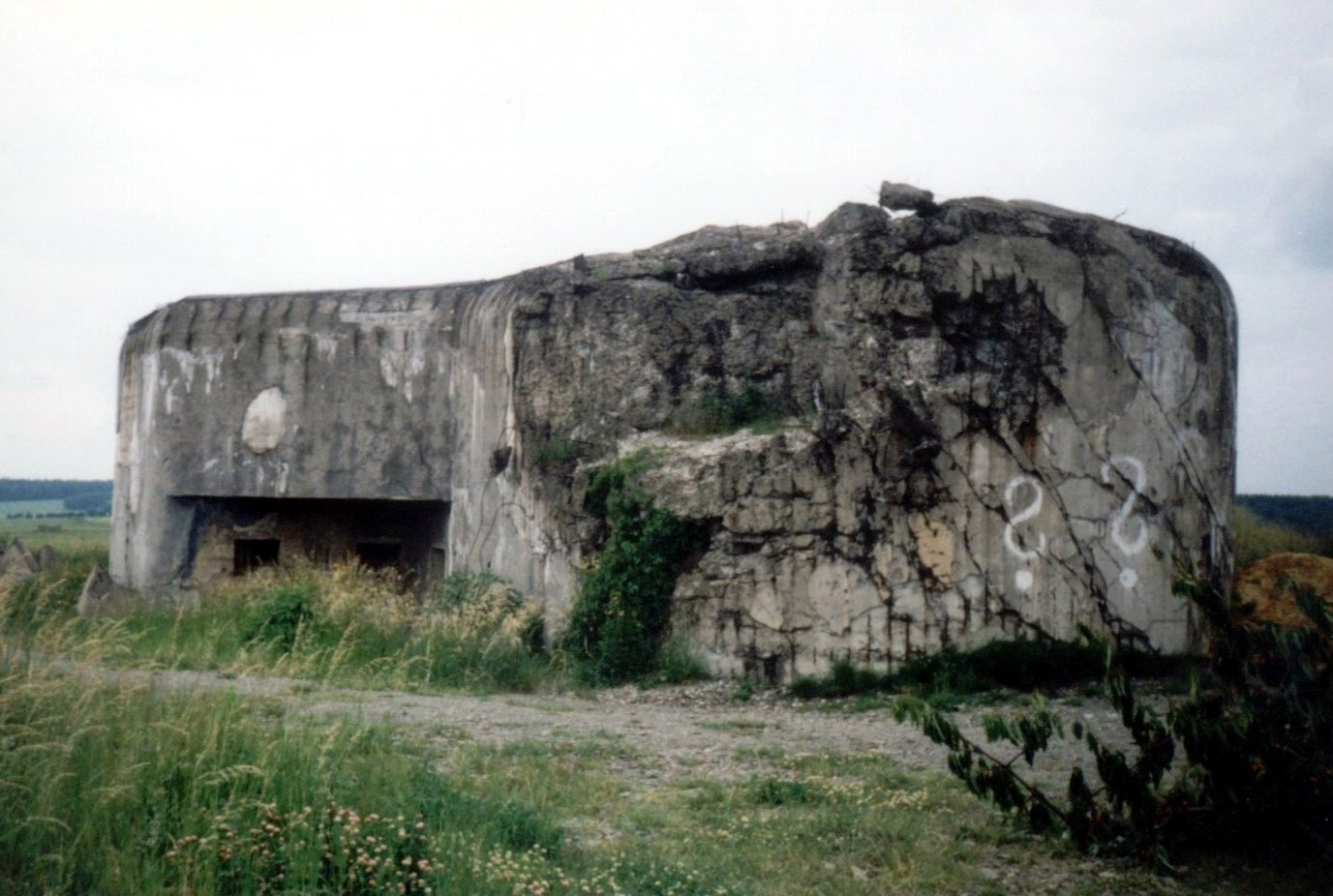
Tvrzový pěchotní srub MO-S 20 Orel

## Seznam opevnění
- MO-S 1
- MO-S 2
- MO-S 3
- MO-S 4
- MO-S 5
- MO-S 6
- MO-S 7
- MO-S 8
- MO-S 9
- MO-S 10
- MO-S 11
- MO-S 12
- MO-S 13
- MO-S 14
- MO-S 15
- MO-S 16
- MO-S 17
- MO-S 18
- MO-S 19
- Soustava tvrze Orel
  - MO-O-S 20
  - MO-O-S 20a
  - MO-O-S 20b
  - MO-O-S 20c
  - MO-O-S 20d
  - MO-O-S 20e
- MO-S 21
- MO-S 22
- MO-S 23
- MO-S 24
- MO-S 25
- MO-S 26
- MO-S 27
- MO-S 28
- MO-S 29
- MO-S 30
- MO-S 31
- MO-S 32
- MO-S 33
- MO-S 34
- MO-S 35
- MO-S 36
- MO-S 37
- Sestava tvrze Smolkov
  - MO-Sm-S 38
  - MO-Sm-S 39
  - MO-Sm-S 40
  - MO-Sm-S 41
  - MO-Sm-S 42